# Tricoryne
Tricoryne là một chi thực vật có hoa trong họ Xanthorrhoeaceae.